# Atypophthalmus (Atypophthalmus) kurma
Atypophthalmus (Atypophthalmus) kurma is een tweevleugelige uit de familie steltmuggen (Limoniidae). De soort komt voor in het Oriëntaals gebied.